# Leptopeza rubrithorax
Leptopeza rubrithorax är en tvåvingeart som beskrevs av White 1916. Leptopeza rubrithorax ingår i släktet Leptopeza och familjen puckeldansflugor. Inga underarter finns listade i Catalogue of Life.